# 防鎖

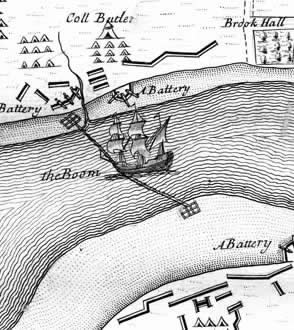
ロンドンデリー包囲戦でフォイル川を封鎖する防鎖

防鎖（ぼうさ、英語: boom, chain）は、港や河川を封鎖し船舶の通行を妨げるために用いられる太く頑丈な鎖。一般に軍事目的で、敵の侵入を阻むために設置される。近現代においては潜水艦の侵入を阻止する防潜網が挙げられる。また河川に設置し、船舶から通行料をとる例も見られた。

## 概要
英語ではブーム（boom）とチェーン（chain）という2通りの言葉があるが、ブームは水面に浮く防材のみを指すのに対し、チェーンは加えて水中に渡す防鎖も指す。
中世ヨーロッパの港では、湾口の両岸に鎖塔が建てられ、ここから常に鎖が渡されていた。平時は鎖を緩めて沈めているのだが、戦時には巻き上げて水面に引き上げ、湾口を封鎖するのである。 これにより味方を通行させ、敵を妨げるというような応変の制御が容易にできた。鎖の巻き上げ・巻き下げには、ウィンドラス（ハンドル式揚錨機）やキャプスタン（絞盤）が用いられることもあった。

### 防鎖の有効性
防鎖による防衛は万全というわけではなく、しばしば大型船の強行突破を受け破壊されてしまうこともあった。例としてダミエッタ包囲戦、メドウェイ川襲撃、ビーゴ湾の海戦が挙げられるA。またロンドンデリー包囲戦ではロングボートによる体当たりで突破されている。
防鎖はそれ自体が防衛設備であるが、港湾防衛の要としてさらに周辺の防衛施設で守られるのが常だった。帆船時代には、防鎖の後ろには常に数隻の軍艦が控えており、防鎖の破壊を試みる敵船を舷側砲で撃退した。また何本もの鎖を並べてより強固な封鎖とすることもあった。

## ギャラリー

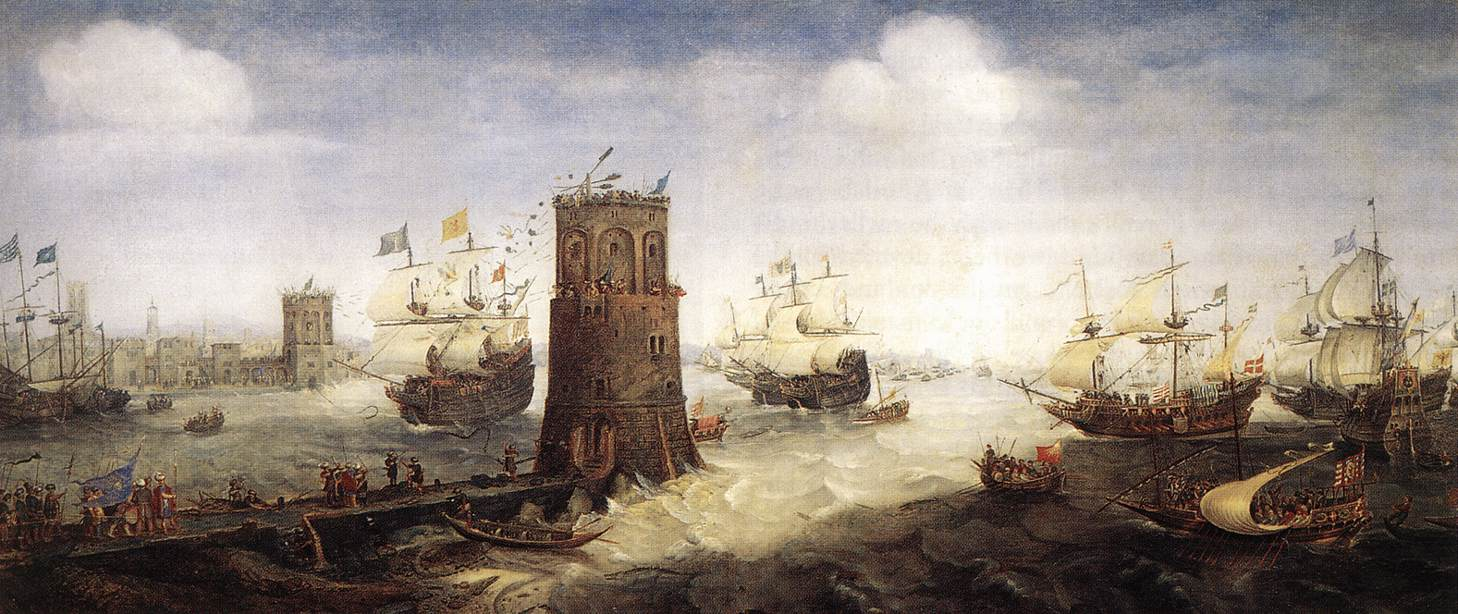
ダミエッタ包囲戦で港（左側）の防鎖を破壊する十字軍（フリース人）の軍船。
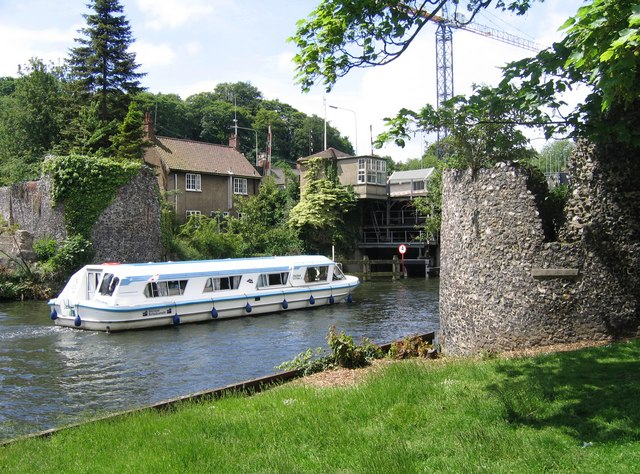
ノリッジに現存する鎖塔。
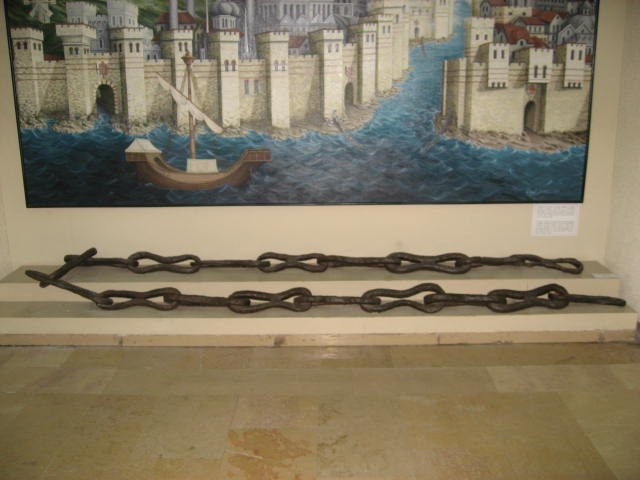
金角湾を封鎖していた防鎖の一部。
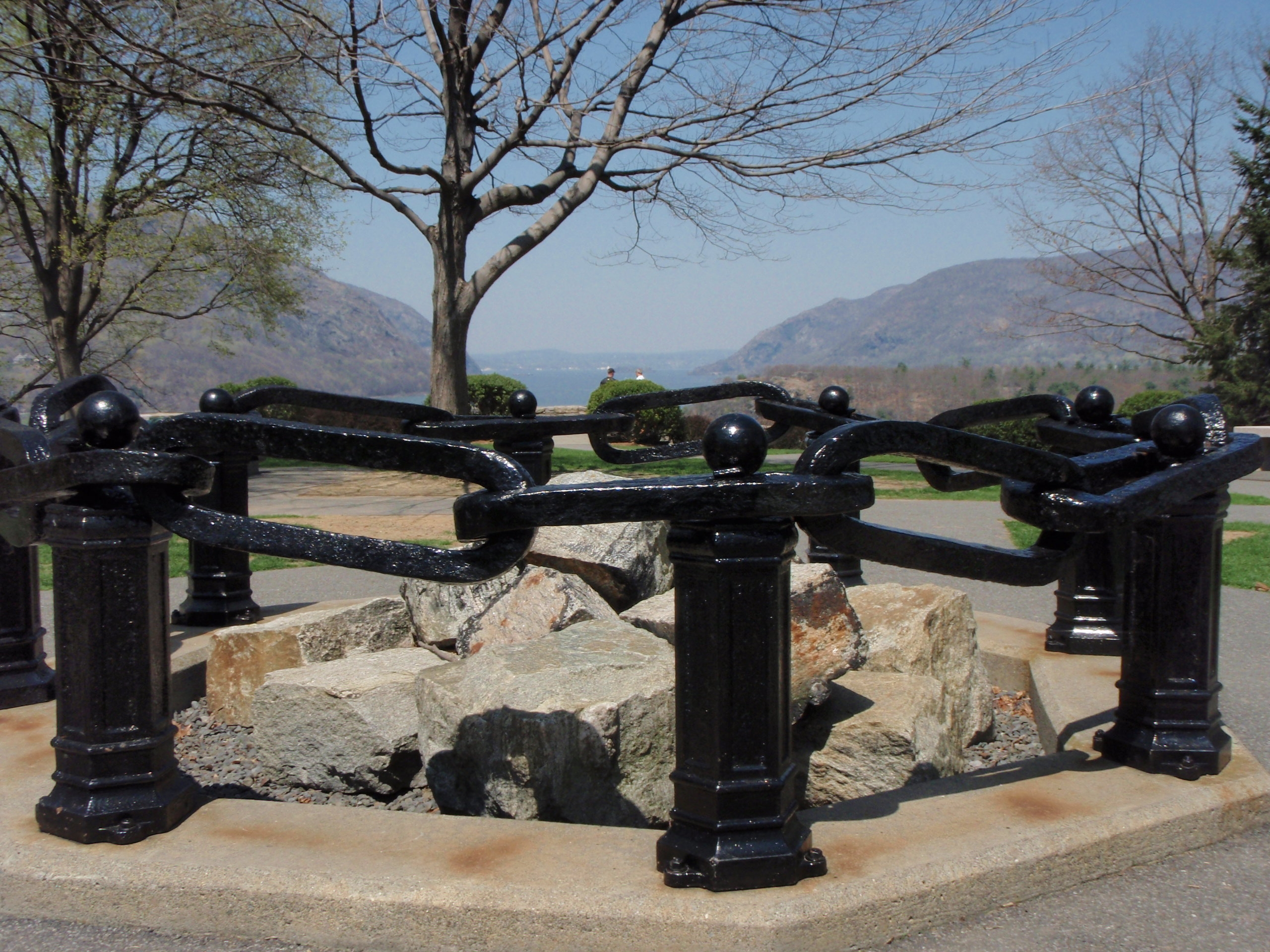
ハドソン川を封鎖していた防鎖の一部。

## 著名な防鎖

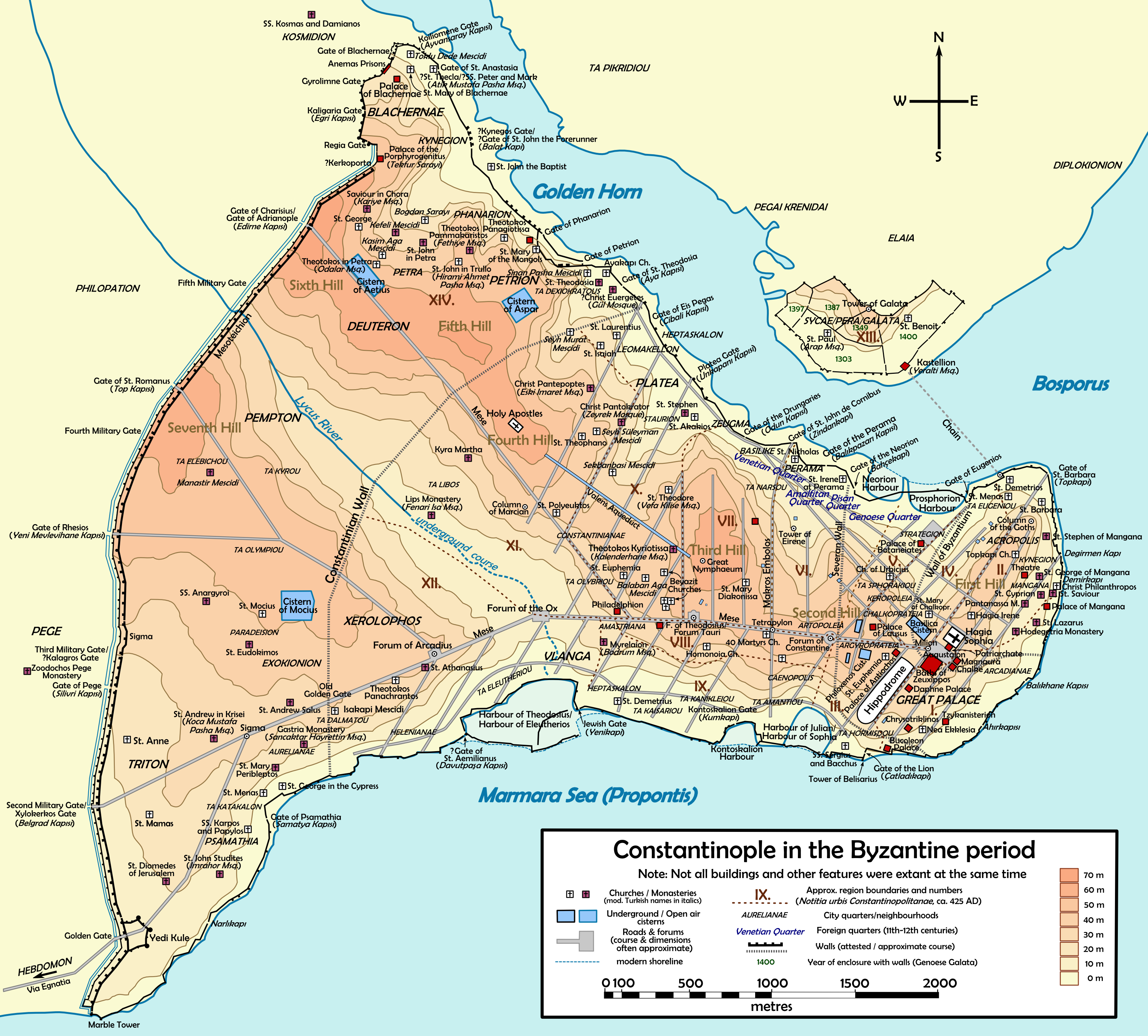
コンスタンティノープルの防衛拠点解説図

- レオの市街 - 教皇レオ4世によりローマを防衛するために建設された城壁。テヴェレ川を封鎖する鎖も設置された。
- 金角湾 - コンスタンティノープルの最大の弱点である北岸を防衛するために防鎖が、北岸要塞ガラタのカステッリオンと、対岸のエウゲニウスの塔間に設置された。しかし、1453年のコンスタンティノープル陥落時にはメフメト2世の迂回策により無力化された。
- メドウェイ川 - 第二次英蘭戦争でイングランドが封鎖。メドウェイ川襲撃で破壊された。
- ハドソン川の防鎖 - アメリカ独立戦争でアメリカが設置。
- パラナ川 - ブエルタ・デ・オブリガードの戦いでアルゼンチンが設置。